# Volleyball Champions League 2010/11 (Männer)
Die Saison 2010/11 der Volleyball Champions League begann am 16. November 2010 mit der Gruppenphase. 24 Mannschaften aus 15 Nationen nahmen am Wettbewerb teil. Aus der deutschen Bundesliga waren der Meister VfB Friedrichshafen und der Vizemeister Generali Haching vertreten; der österreichische Teilnehmer war das Hypo Tirol Volleyballteam Innsbruck.

## Modus
In der Gruppenphase gab es sechs Gruppen mit jeweils vier Mannschaften. Jedes Team trat zuhause und auswärts gegen jeden der drei Kontrahenten an. Für einen 3:0- oder 3:1-Sieg gab es drei, für einen 3:2-Sieg zwei und für eine 2:3-Niederlage einen Punkt. Die beiden besten Mannschaften jeder Gruppe, sowie die nach Punkten und Sätzen beste dritte Mannschaft, qualifizierten sich für die Playoffs. Dort ermittelten sie in zwei Runden jeweils mit Heim- und Auswärtsspiel drei Teilnehmer für das Final Four. Der Gastgeber des Final Four war als vierter Teilnehmer nach der Gruppenphase direkt qualifiziert. Die vier besten Gruppendritten der Vorrunde spielten im CEV-Pokal weiter.

## Gruppenphase
| Platz | Team             | Sätze | Punkte |
| ----- | ---------------- | ----- | ------ |
| 1.    | VK Zenit-Kasan   | 16:8  | 13     |
| 2.    | Generali Haching | 13:10 | 11     |
| 3.    | ZSKA Sofia       | 11:15 | 7      |
| 4.    | AS Cannes        | 9:16  | 5      |

| 16. November | Cannes  | Kasan   | 0:3 |
| 17. November | Haching | Sofia   | 3:0 |
| 24. November | Kasan   | Haching | 3:0 |
|              | Sofia   | Cannes  | 3:2 |
| 8. Dezember  | Sofia   | Kasan   | 3:2 |
|              | Haching | Cannes  | 3:1 |
| 14. Dezember | Cannes  | Haching | 0:3 |
| 15. Dezember | Kasan   | Sofia   | 3:0 |
| 5. Januar    | Cannes  | Sofia   | 3:2 |
|              | Haching | Kasan   | 2:3 |
| 12. Januar   | Kasan   | Cannes  | 2:3 |
|              | Sofia   | Haching | 3:2 |

| Platz | Team                     | Sätze | Punkte |
| ----- | ------------------------ | ----- | ------ |
| 1.    | Noliko Maaseik           | 15:7  | 15     |
| 2.    | Bre Banca Lannutti Cuneo | 16:6  | 14     |
| 3.    | CAI Teruel               | 11:13 | 7      |
| 4.    | Radnički Kragujevac      | 2:18  | 0      |

| 17. November | Teruel     | Cuneo      | 2:3 |
| 18. November | Kragujevac | Maaseik    | 1:3 |
| 23. November | Maaseik    | Teruel     | 3:1 |
| 24. November | Cuneo      | Kragujevac | 3:0 |
| 8. Dezember  | Teruel     | Kragujevac | 3:0 |
|              | Cuneo      | Maaseik    | 3:0 |
| 14. Dezember | Maaseik    | Cuneo      | 3:1 |
| 15. Dezember | Kragujevac | Teruel     | 1:3 |
| 5. Januar    | Kragujevac | Cuneo      | 0:3 |
| 6. Januar    | Teruel     | Maaseik    | 1:3 |
| 12. Januar   | Maaseik    | Kragujevac | 3:0 |
|              | Cuneo      | Teruel     | 3:1 |

| Platz | Team                        | Sätze | Punkte |
| ----- | --------------------------- | ----- | ------ |
| 1.    | Jastrzębski Węgiel          | 14:9  | 11     |
| 2.    | ACH Volley Bled             | 14:11 | 11     |
| 3.    | OK Budvanska Rivijera Budva | 12:12 | 9      |
| 4.    | Olympiakos Piräus           | 9:17  | 5      |

| 17. November | Jastrzębski | Bled        | 1:3 |
|              | Budva       | Piräus      | 3:0 |
| 24. November | Piräus      | Jastrzębski | 3:2 |
|              | Bled        | Budva       | 3:0 |
| 8. Dezember  | Piräus      | Bled        | 2:3 |
|              | Budva       | Jastrzębski | 3:2 |
| 14. Dezember | Bled        | Piräus      | 3:2 |
| 15. Dezember | Jastrzębski | Budva       | 3:0 |
| 5. Januar    | Jastrzębski | Piräus      | 3:0 |
|              | Budva       | Bled        | 3:2 |
| 12. Januar   | Bled        | Jastrzębski | 0:3 |
|              | Piräus      | Budva       | 2:3 |

| Platz | Team                | Sätze | Punkte |
| ----- | ------------------- | ----- | ------ |
| 1.    | Skra Bełchatów      | 16:3  | 15     |
| 2.    | Trentino BetClic    | 14:9  | 12     |
| 3.    | VfB Friedrichshafen | 11:12 | 9      |
| 4.    | Remat Zalău         | 1:18  | 0      |

| 17. November | Zalău           | Bełchatów       | 0:3 |
|              | Trentino        | Friedrichshafen | 3:2 |
| 24. November | Bełchatów       | Trentino        | 3:0 |
|              | Friedrichshafen | Zalău           | 3:1 |
| 8. Dezember  | Zalău           | Trentino        | 0:3 |
|              | Bełchatów       | Friedrichshafen | 3:0 |
| 12. Dezember | Friedrichshafen | Bełchatów       | 0:3 |
| 13. Dezember | Trentino        | Zalău           | 3:0 |
| 5. Januar    | Trentino        | Bełchatów       | 3:1 |
| 6. Januar    | Zalău           | Friedrichshafen | 0:3 |
| 12. Januar   | Friedrichshafen | Trentino        | 3:2 |
|              | Bełchatów       | Zalău           | 3:0 |

| Platz | Team                   | Sätze | Punkte |
| ----- | ---------------------- | ----- | ------ |
| 1.    | VK Lokomotiv-Belogorje | 14:8  | 13     |
| 2.    | Tours Volley-Ball      | 16:9  | 12     |
| 3.    | Sisley Treviso         | 11:15 | 7      |
| 4.    | Fenerbahçe Istanbul    | 7:16  | 4      |

| 17. November | Belgorod | Tours    | 2:3 |
|              | Istanbul | Treviso  | 2:3 |
| 25. November | Tours    | Istanbul | 1:3 |
|              | Treviso  | Belgorod | 0:3 |
| 7. Dezember  | Belgorod | Istanbul | 3:0 |
| 8. Dezember  | Tours    | Treviso  | 3:2 |
| 15. Dezember | Istanbul | Belgorod | 1:3 |
| 16. Dezember | Treviso  | Tours    | 2:3 |
| 5. Januar    | Istanbul | Tours    | 0:3 |
|              | Belgorod | Treviso  | 3:1 |
| 12. Januar   | Treviso  | Istanbul | 3:1 |
|              | Tours    | Belgorod | 3:0 |

| Platz | Team                 | Sätze | Punkte |
| ----- | -------------------- | ----- | ------ |
| 1.    | VK Dynamo Moskau     | 16:7  | 14     |
| 2.    | Knack Roeselare      | 13:11 | 10     |
| 3.    | Hypo Tirol Innsbruck | 9:13  | 7      |
| 4.    | Panathinaikos Athen  | 8:15  | 5      |

| 16. November | Athen     | Moskau    | 2:3 |
| 17. November | Roeselare | Innsbruck | 3:2 |
| 23. November | Moskau    | Roeselare | 3:1 |
| 25. November | Innsbruck | Athen     | 3:1 |
| 8. Dezember  | Roeselare | Athen     | 3:2 |
| 9. Dezember  | Innsbruck | Moskau    | 0:3 |
| 14. Dezember | Athen     | Roeselare | 3:0 |
|              | Moskau    | Innsbruck | 3:1 |
| 4. Januar    | Athen     | Innsbruck | 0:3 |
| 5. Januar    | Roeselare | Moskau    | 3:1 |
| 12. Januar   | Moskau    | Athen     | 3:0 |
|              | Innsbruck | Roeselare | 0:3 |

## Play-off
Die Spiele fanden am 2. und 9. Februar sowie am 2. und 9. März 2011 (jeweils ± ein Tag) statt.
| Play-off 12                 | Play-off 12            | Play-off 12 | Play-off 12 |
| --------------------------- | ---------------------- | ----------- | ----------- |
| Bre Banca Lannutti Cuneo    | VK Lokomotiv-Belogorje | 3:0         | 3:1         |
| Tours Volley-Ball           | Dynamo Moskau          | 3:2         | 1:3         |
| Knack Randstad Roeselare    | Skra Bełchatów         | 3:1         | 0:3         |
| ACH Volley Bled             | VK Zenit-Kasan         | 0:3         | 0:3         |
| Generali Haching            | Jastrzębski Węgiel     | 3:1         | 1:3         |
| OK Budvanska Rivijera Budva | Noliko Maaseik         | 1:3         | 1:3         |
| Play-off 6                  |                        |             |             |
| Bre Banca Lannutti Cuneo    | Dynamo Moskau          | 1:3         | 3:1         |
| Skra Bełchatów              | VK Zenit-Kasan         | 2:3         | 3:1         |
| Jastrzębski Węgiel          | Noliko Maaseik         | 3:2         | 0:3         |

| Entscheidungssätze | Entscheidungssätze |
| Play-off 12 | Play-off 6 |
| --- | --- |
| - Dynamo Moskau – Tours Volley-Ball 15:11 - Jastrzębski Węgiel – Generali Haching 15:9 - Skra Bełchatów – Knack Randstad Roeselare 15:12 | - Noliko Maaseik – Jastrzębski Węgiel 15:17 - VK Zenit-Kasan – Skra Bełchatów 15:11 - Dynamo Moskau – Bre Banca Lannutti Cuneo 15:11 |

## Final Four
Beim Final Four am 26. und 27. März in Bozen spielte Trentino BetClic, der nach dem Abschluss der Gruppenspiele von der CEV als Gastgeber bestimmt wurde, gegen die drei in den Play-offs qualifizierten Mannschaften.
|  | Halbfinale 26. März | Halbfinale 26. März |                    |   | Finale 27. März | Finale 27. März |
|  |                     |                     |                    |   |                 |                 |
|  | Jastrzębski Węgiel  | 0                   |                    |   |                 |                 |
|  | Trentino BetClic    | 3                   |                    |   |                 |                 |
|  |                     |                     |                    |   |                 |                 |
|  |                     |                     |                    |   |                 |                 |
|  | Trentino BetClic    | 3                   |                    |   |                 |                 |
|  |                     | VK Zenit-Kasan      | 1                  |   |                 |                 |
|  |                     |                     |                    |   |                 |                 |
|  | Spiel um Platz 3    |                     |                    |   |                 |                 |
|  |                     |                     | Jastrzębski Węgiel | 1 |                 |                 |
|  | Dynamo Moskau       | 0                   | Dynamo Moskau      | 3 |                 |                 |
|  | VK Zenit-Kasan      | 3                   |                    |   |                 |                 |